# Джозеф Меркола
Джозеф Меркола (англ. Joseph Mercola) — прибічник альтернативної медицини, лікар-остеопат, інтернет-бізнесмен, який розповсюджує дієтичні добавки та медичні прилади, що є дещо контроверсійними.
1976 року закінчив Іллінойський університет в Чикаго, а 1982 року — Чиказький коледж остеопатичної медицини.
До 2013 року Меркола керував «Центром природного здоров'я лікаря Мерколи» (раніше також мав назву «Центр оптимально доброго здоров'я») у Шаумбурзі, Іллінойс, США. Автор науково-популярних книг «Жири на дієті» та «Пташиний грип — великий обман».
На своєму вебсайті Меркола та його колеги відстоюють ряд недоведеною наукою методів та принципів альтернативної медицини, зокрема гомеопатію та відмову від вакцинації. Меркола член «Асоціації американських лікарів та хірургів» та ряду інших організацій альтернативної медицини.

## Переклади українською
- Джозеф Меркола. Жири на дієті. — К. : BookChef, 2019. — 416 с. — ISBN 978-617-7561-81-0.